# Клаус Генш
Кла́ус Генш (нім. Klaus Hänsch; нар. 15 грудня 1938, Шпротава) — німецький політик. Колишній член Європейського парламенту від Соціал-демократичної партії з 17 липня 1979 по 13 липня 2009, належав до Партії європейських соціалістів.
Був віце-головою групи ПЄС з 1989 року, за винятком часу його роботи Президентом Європейського парламенту з 1994 по 1997 рік.